# Nyelvtani kategória
A nyelvészetben a nyelvtani kategória olyan terminus, amely többé-kevésbé tág jelentésekkel található meg a különböző nyelvű szakirodalmakban, olykor egyazon nyelvűben is, különböző szerzőknél, sőt, egyazon szerzőnél is. Az európai indoeurópai nyelveken írt szakirodalomban a latin grammatica szóból képzett melléknévvel használt kifejezésnek felel meg, és magyar munkákban is megtalálható szinonimájaként a grammatikai kategória szókapcsolat.
A terminusnak két fő jelentése van, melyek a „kategória” szó két jelentéséből erednek. Általában egy vagy több közös tulajdonsággal rendelkező entitatások „osztály”-át, „csoport”-ját jelenti, szűkebb értelemben pedig a filozófiában használatos, és „a legáltalánossabbak közé tartozó fogalom” a jelentése.
„Osztály” jelentéssel a hagyományos grammatikában kétféle nyelvtani kategóriákról van szó: mondattani kategóriák alatt a mondatrészeket értik (alany, állítmány stb.), alaktani kategóriák alatt pedig a szófajokat (főnév, ige stb.).
„Fogalom” értelemben is használják az „alaktani kategória” kifejezést, a szófajok olyan tulajdonságait értve alatta, mint eset, szám, igemód stb.
Egyes szerzők a nyelvtani kategóriákat csak az alaktaniakra szűkítik le, azokon belül is a szófajokra. Mások is csak alaktani értelemben használják a „nyelvtani kategória” terminust, de csak grammatikai morfémával (ragal, jellel stb.) jelzett tulajdonságot, vonást értenek alatta. Ebben az értelemben nem minden nyelv rendelkezik ugyanazokkal a nyelvtani kategóriákkal. Például a magyar nyelvből hiányzik a grammatikai morfémával jelzett nem kategóriája.

## Magyar nyelvészeti munkákban
Magyar nyelvészeti írásokban használják a „nyelvtani kategória”, „grammatikai kategória”, „alaktani kategória” és „mondattani kategória” terminusokat.
„Nyelvtani kategória” vagy „grammatikai kategória” egyrészt a szófajok fölérendelt, azaz bővebb fogalma. Másrészt a szófajok vonásait értik alattuk, például az igenemet és az igefajtát, a nemet általában, konkrétan a nőnemet vagy konkrétan a többes számot. Ezek a terminusok a mondatrészekre is vonatkoznak, sőt, magára a mondatra is.
Az „alaktani kategória” terminus általában a szófajok vonásaira vonatkozik, például az igeszemléletre és az igemódra, valamint megtalálható ebben az értelemben az alaktani kategóriák elkülönítése a szófaji kategóriáktól.
A „mondattani kategória” elnevezés a mondatrészeket illeti, beleértve olyanokat is, mint „igei frázis” vagy „főnévi kifejezés”.

## Más nyelvű munkákban
Angol nyelvű nyelvészeti írásokban a grammatical category ’nyelvtani/grammatikai kategória’ terminust többnyire a szófajok vonásaira használják. Ugyanezekre előfordul az inflectional category ’flexiói kategória’ és a morphological category ’alaktani kategória’ terminus is. Ugyanakkor a grammatical category terminust használják alaktani értelemben a szófajokra is, mondattaniban pedig a mondatrészekre. Megemlítendő azonban, hogy a szófajokra a lexical category ’lexikai kategória’ terminus is megtalálható.
A syntactic category ’mondattani kategória’ elnevezés a mondatrészeket foglalja magába.
A közép-délszláv diarendszer nyelveire vonatkozóan, az ezeken a nyelveken írt munkákban a gramatičke kategorije ’nyelvtani/grammatikai kategóriák’ terminust többnyire a szófajok vonásaira használják, melyeket morfološke kategorije ’alaktani kategóriák’-nak is neveznek. Az ige négy kategóriáját (személy, igeidő, igemód és igeszemlélet) a grammatikai kategóriák alosztályaként egyesek predikatne kategorije ’állítmányi kategóriák’-nak nevezik. A grammatikai kategóriák közé egyesek a szófaji kategóriákat is besorolják. Mint a magyarban és az angolban, a sintaktičke kategorije ’mondattani kategóriák’ terminus a mondatrészekre vonatkozik.
A román nyelvre vonatkozó román nyelvű szakirodalomban categorii gramaticale ’nyelvtani/grammatikai kategóriák’-nak csak a szófajok alaktani vonásai számítanak.

### Közvetlen források
- (magyarul) A. Jászó Anna (szerk.) A magyar nyelv könyve (MNyK). 8. kiadás. Budapest: Trezor. 2007. ISBN 978-963-8144-19-5 (Hozzáférés: 2017. augusztus 28)
- (angolul) Andrews, Edna. Russian (Orosz nyelv). SEELRC. 2001 (Hozzáférés: 2017. augusztus 28)
- (románul) Avram, Mioara. Gramatica pentru toți (Grammatika mindenkinek). Bukarest: Humanitas. 1997. ISBN 973-28-0769-5
- Bárczi Géza – Országh László (szerk.). A magyar nyelv értelmező szótára (ÉrtSz). Budapest: Akadémiai kiadó. 1959–1962; az Interneten: A magyar nyelv értelmező szótára. Magyar Elektronikus Könyvtár. Országos Széchényi Könyvtár (Hozzáférés: 2017. augusztus 28)
- (horvátul) Barić, Eugenija et al. Hrvatska gramatika (Horvát grammatika). 2. kiadás. Zágráb: Školska knjiga. 1997. ISBN 953-0-40010-1
- (románul) Bărbuță, Ion et al. Gramatica uzuală a limbii române (A román nyelv mindennapi grammatikája). Chișinău: Litera. 2000. ISBN 9975-74-295-5 (Hozzáférés: 2023. június 12.)
- (angolul) Browne, Wayles – Alt, Theresa. A Handbook of Bosnian, Serbian, and Croatian (Bosnyák, szerb és horvát nyelvtankönyv), SEELRC, 2004 (Hozzáférés: 2017. augusztus 28)
- (angolul) Bussmann, Hadumod (szerk.) Dictionary of Language and Linguistics Archiválva 2022. január 23-i dátummal a Wayback Machine-ben (Nyelvi és nyelvészeti szótár). London – New York: Routledge. 1998. ISBN 0-203-98005-0 (Hozzáférés: 2017. augusztus 28)
- (montenegróiul) Čirgić, Adnan – Pranjković, Ivo – Silić, Josip. Gramatika crnogorskoga jezika (A montenegrói nyelv grammatikája). Podgorica: Montenegró Oktatás- és Tudományügyi Minisztériuma. 2010. ISBN 978-9940-9052-6-2 (Hozzáférés: 2017. augusztus 28)
- (angolul) Cojocaru, Dana. Romanian Grammar (Román grammatika). SEELRC. 2003 (Hozzáférés: 2017. augusztus 28)
- (románul) Constantinescu-Dobridor, Gheorghe. Dicționar de termeni lingvistici (Nyelvészeti terminusok szótára). Bukarest: Teora, 1998; az interneten: Dexonline (Hozzáférés: 2017. augusztus 28)
- (franciául) Dubois, Jean et al. Dictionnaire de linguistique (Nyelvészeti szótár). Párizs: Larousse-Bordas/VUEF. 2002 (Hozzáférés: 2023. június 12.)
- (angolul) Eifring, Halvor – Theil, Rolf. Linguistics for Students of Asian and African Languages Archiválva 2017. augusztus 29-i dátummal a Wayback Machine-ben (Nyelvészet ázsiai és afrikai nyelveket tanulmányozó hallgatók számára). Oslói Egyetem. 2005 (Hozzáférés: 2017. augusztus 28)
- (franciául) Grevisse, Maurice – Goosse, André. Le bon usage. Grammaire française (A jó nyelvhasználat. Francia grammatika). 14. kiadás. Bruxelles: De Boeck Université. 2007. ISBN 978-2-8011-1404-9 (Hozzáférés: 2023. június 12.)
- (magyarul) Kálmán László – Trón Viktor. Bevezetés a nyelvtudományba. 2., bővített kiadás. Budapest: Tinta. 2007, ISBN 978-963-7094-65-1 (Hozzáférés: 2017. augusztus 28)
- (magyarul) Kiefer Ferenc (főszerk.). Magyar nyelv. Budapest: Akadémiai Kiadó. 2006. ISBN 963-05-8324-0 (MNy) (Hozzáférés: 2023. június 12)
- (angolul) SIL Glossary of Linguistic Terms (Nyelvészeti terminusok szójegyzéke) (Hozzáférés: 2017. augusztus 28)

### Közvetett források
- (angolul) Bickford, J. Albert – Daly, John. A course in basic grammatical analysis (Alapfokú nyelvtani elemzés). Dallas: Summer Institute of Linguistics. 1996
- (angolul) Payne, Thomas E. Describing morphosyntax: A guide for field linguists (A morfoszintaxis leírása: terepkutató nyelvészek kézikönyve). Cambridge: Cambridge University Press. 1997